# Cmentarz ewangelicki w Bielsku-Białej (ul. Piłsudskiego)

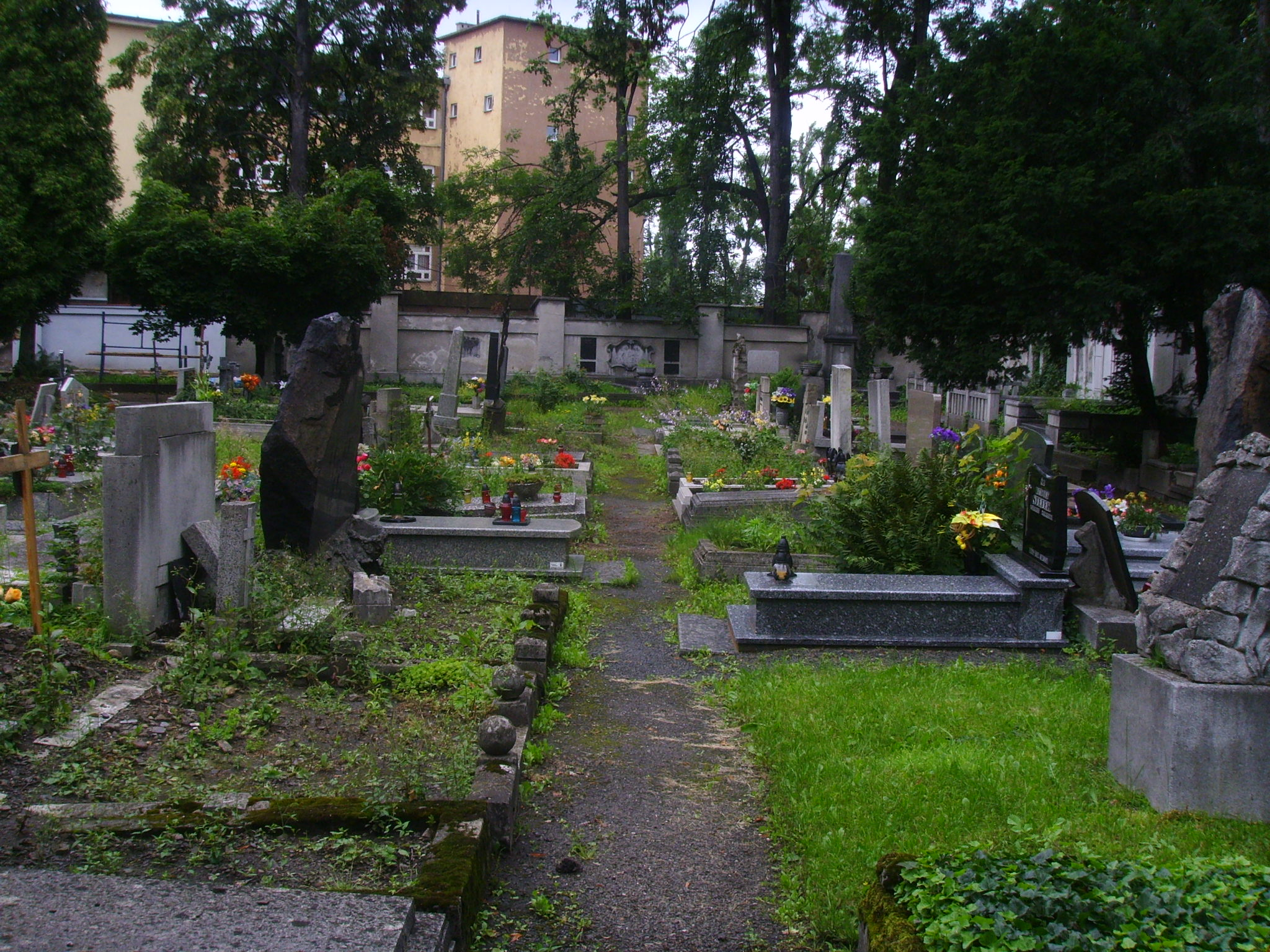
Sektor I

Cmentarz ewangelicki w Bielsku-Białej przy ul. Piłsudskiego – czynny cmentarz ewangelicki znajdujący się w centrum Bielska-Białej, przy ul. Piłsudskiego 15.
Powstał w 1783, zastępując istniejącą prawdopodobnie od 1714 r. dwuwyznaniową (katolicko-ewangelicką) nekropolię w miejscu dzisiejszego kościoła Marcina Lutra. W XIX w. dwukrotnie (1838 i 1867) cmentarz rozbudowywano. W latach 1945–1948 w ramach "walki z niemczyzną" cmentarz zdewastowano, niszcząc 75% niemieckojęzycznych inskrypcji.
Wśród pochowanych są przedstawiciele wielkich rodzin fabrykanckich, pastorowie, burmistrzowie, politycy, artyści – znacząca część bielskiej elity XIX i pocz. XX wieku.

## Historia

### Powstanie cmentarza

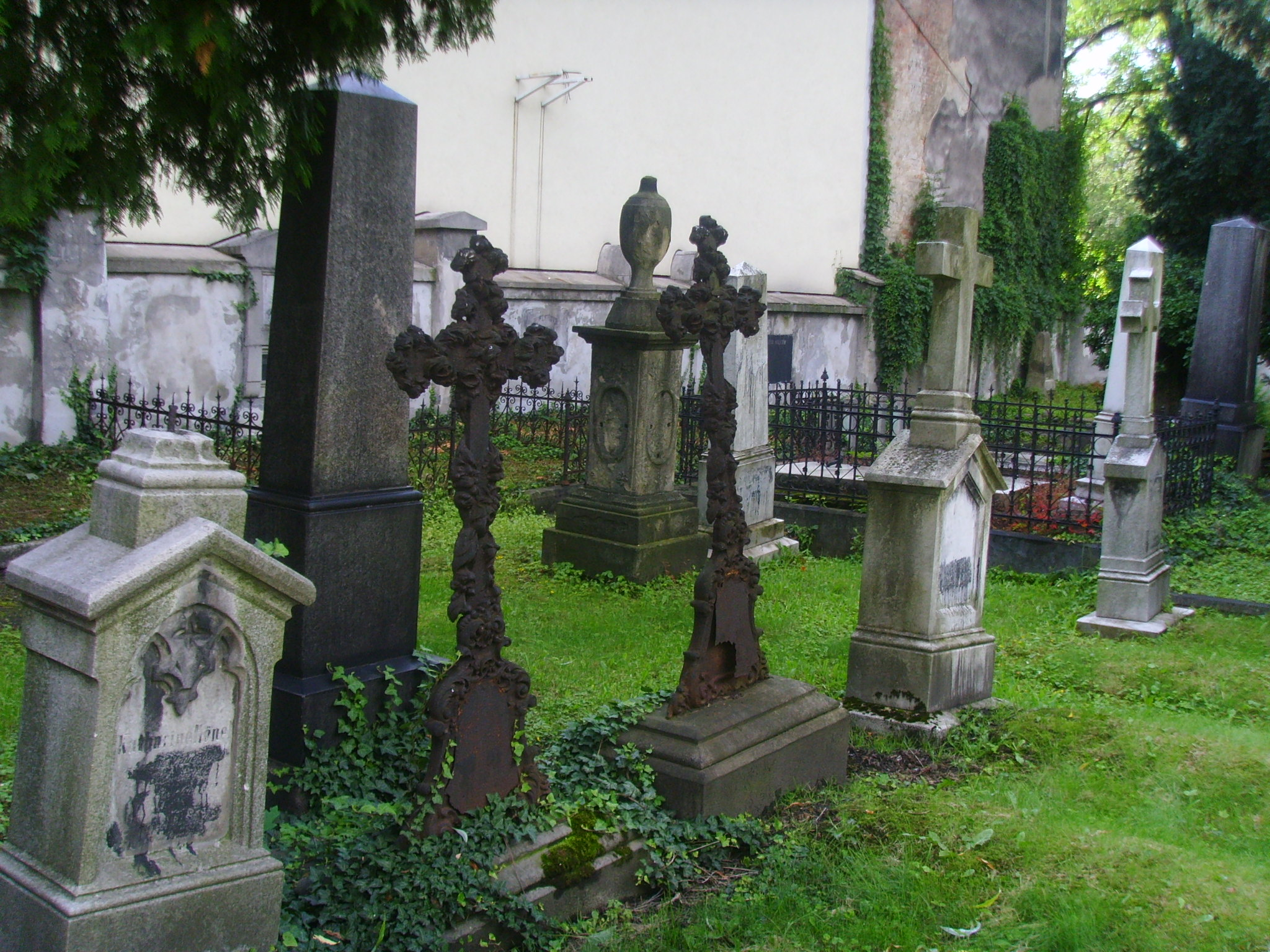
Najstarszy sektor II

Zanim powstał cmentarz ewangelicki przy dzisiejszej ul. Piłsudskiego użytkowano starszy cmentarz położony w miejscu, gdzie obecnie znajduje się kościół Marcina Lutra (zbudowany w latach 1782–1788). Powstał on prawdopodobnie w 1714 r., o czym świadczy passus we fragmencie Historii Misji Towarzystwa Jezusowego w Białej poświęconym rokowi 1714, i miał charakter dwuwyznaniowy, katolicko-luterański. Kiedy w 1782 r. rozpoczęto budowę w obrębie cmentarza kościoła pw. Marcina Lutra, podjęto decyzję o jego likwidacji i utworzeniu nowego miejsca pochówków, przy czym ostatni pochówek na nim (czteromiesięczny Johann Gottlieb Kremser) miał miejsce 15 czerwca 1783 r.
Uroczyste poświęcenie obecnego cmentarza miało miejsce 26 czerwca 1783 r. Okoliczności jego powstania opisuje XIX-wieczna Geschichte der evangelischen Gemeinde zu Biala in Galizien: "Na polecenia namiestnika, Josefa hr. von Brigido, który się wówczas akurat znajdował w Białej (pocz. 1783 r.), zostało im wskazane nowe miejsce, w odległości 125 kroków od Domu Modlitwy. Jednak wkrótce, z powodu zbyt małej odległości został przeniesiony, przez szefa urzędu obwodowego Zily'ego, jeszcze o 100 kroków dalej, na pole ewangelickiego postrzygacza sukna Johanna Augustini'ego (marzec 1783). Gmina nabyła na własność 750 sążni kwadratowych tegoż pola (za 100 florenów reńskich), a 26 czerwca 1783 odbyło się uroczyste poświęcenie nowego cmentarza.". Pierwszą pochowaną (w ciszy), na pięć dni przed poświęceniem, było piętnastodniowe dziecko, Johanna Protzner, na grobie której znajduje się napis "Pierwszy na nowym cmentarzu." (w oryg.: "Der erste auf dem neuen Gottesacker"). Natomiast pierwszym pochowanym "z pełnymi honorami" był dwunastoletni Johann Gottlieb Miltsche, pogrzeb ten odbył się w dniu poświęcenia cmentarza. W tym samym dniu pochowano pierwszą osobę dorosłą – 65-letniego Johanna Thomke.
Wkrótce potem na skutek skarg katolickich mieszczan doszło do zamknięcia cmentarza. Ewangelicy do 1784 r. wykorzystywali do pochówków teren nad rzeką Niwką należący do gospodarstwa Johanna Simona (dziś w tym miejscu znajduje się restauracja McDonald koło skrzyżowania ul. Lwowskiej, Żywieckiej i Lipnickiej). Ze względu na fakt, iż zamknięty cmentarz znajdował się na terenie podmokłym, parafia zwróciła się do gubernatora Galicji, Josepha hr. von Brigido, z prośbą o jego ponowne otwarcie. Skargi i protesty zostały rozpatrzone dopiero w roku 1789, kiedy zabudowania fabryczne sąsiadujące z cmentarzem od zachodu (chodzi o istniejące do dziś budynki przy ul. Mostowej 3) stały się własnością luteranina Johanna Traugotta Meyera, który oświadczył na piśmie, że nie ma nic przeciwko istnieniu cmentarza w pobliżu jego nieruchomości. W Geschichte der evangelischen... znajduje się wzmianka o tym, że latem 1790 r. parafia "(...) grzebała (...) swoich zmarłych bez żadnych przeszkód.".

### Rozbudowy

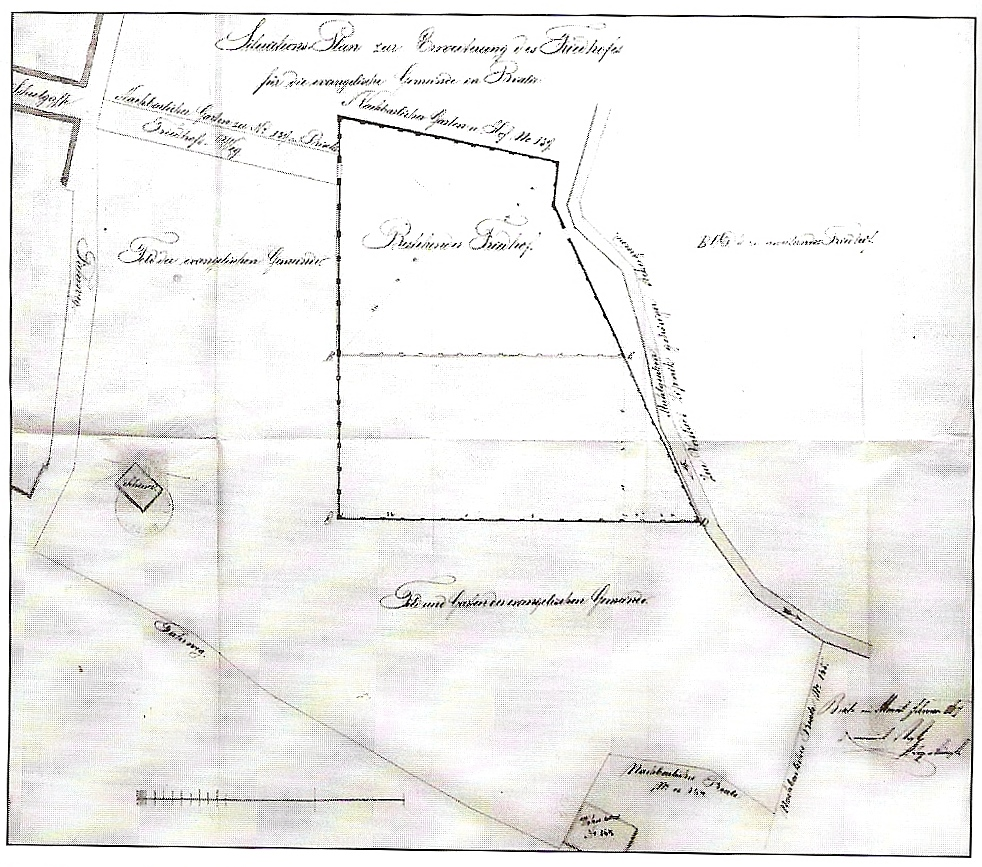
Plan sytuacyjny cmentarza z 1867 roku

Pierwotnie teren cmentarza obejmował powierzchnię 2698 m² (750 sążni kwadratowych). Na planie miasta z 1803 r. widać, że stanowił obszar zbliżony swoim kształtem do prostokąta sektory II, III i IV). Prowadziła do niego brama i uliczka Friedhof Weg będąca przedłużeniem dzisiejszej ul. Staszica.
11 maja 1838 r. parafia ewangelicka pw. Marcina Lutra zakupiła za 1900 florenów reńskich przylegający do niego teren o powierzchni 13 085 m² (3638 sążni kwadratowych) – tzw. Ogród Augustiniego należący uprzednio Magdaleny Kloski.
W 1867 r. do cmentarza od strony wschodniej dołączono obszar o powierzchni 2103 m². Na pozostałych należących do parafii parcelach gruntowych znajdowały się m.in. ogród, pastwisko, skład drewna i plac ćwiczeń gimnastycznych, natomiast granicząca z cmentarzem od południa parcela budowlana przeznaczona prawdopodobnie na budowę kostnicy (o czym świadczy istniejąca od 1844 r. fundacja Karla Zamarskiego na rzecz budowy kostnicy lub domu żałoby), nigdy jednak taka budowla nie powstała. Wtedy też cmentarz uzyskał swój obecny zbliżony do trapezu kształt i powierzchnię 17 886 m². Prawdopodobnie w 1867 r. powstał także istniejący do dziś mur z dwoma bramami, główną wschodnią i boczną zachodnią w miejscu starej.

### Dewastacja w latach 1945-1948

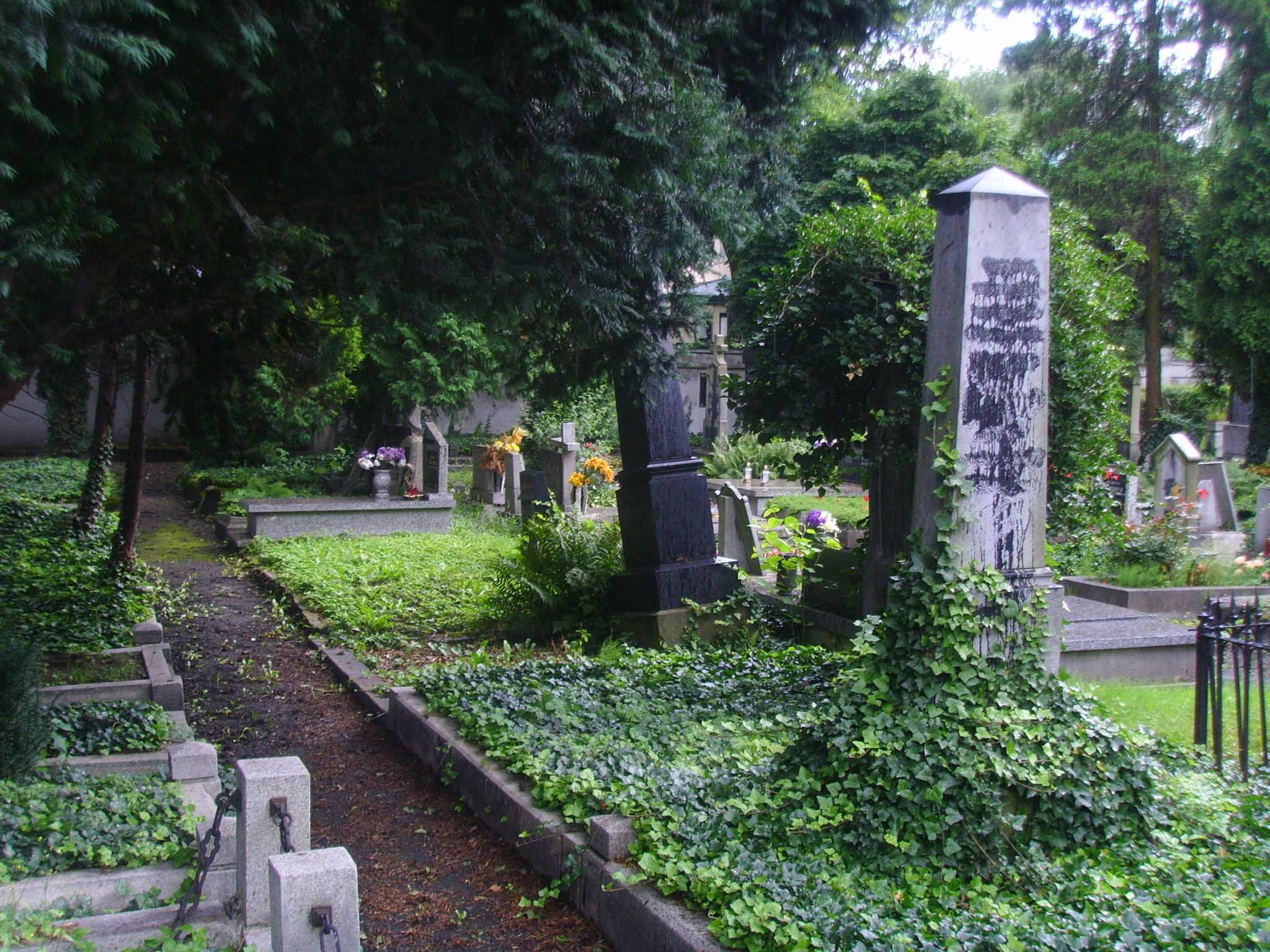
Sektor III, po prawej widoczny grób z niemieckimi napisami zamalowanymi czarną farbą

W okresie międzywojennym miasto, pomimo przynależności do Polski i silnych działań polonizacyjnych, miało wyraźnie niemiecki charakter i Polacy stanowili tylko 1/3 ludności. Po 1945 r., kiedy rozpoczęto repatriację ludności niemieckiej, nowe władze komunistyczne podjęły "akcję zacierania śladów niemczyzny", która znalazła odzwierciedlenie m.in. w niszczeniu niemieckojęzycznych inskrypcji na nagrobkach. Już we wrześniu 1945 r. na posiedzeniu Powiatowej Rady Narodowej przyjęto wniosek, zwracając się o pomoc do "czynników w Katowicach", by na cmentarzach usunąć napisy niemieckie, względnie zamienić je na polskie. Miejska Rada Narodowa podjętej za wnioskiem uchwały nie powzięły, prosząc, aby ze względów finansowych przedłużyć termin usuwania napisów do trzech lat. Uchwała została jednak podtrzymana, gdyż "Na cmentarzach w Bielsku znajduje się 90% napisów niemieckich. Trzy lata na usunięcie tych napisów jest za dużo. Można by brukować drogi grobowcami. Należy więc dać polecenie jeszcze raz. To nie jest kosztowne. Jeżeli władze kościelne tego nie zrobią, to zrobimy sami na ich koszt."
Najsilniejsza dewastacja cmentarzy poprzez zamalowywanie czarną smolistą farbą niemieckojęzycznych inskrypcji miała miejsce w połowie roku 1946. Wówczas na posiedzeniu MRN jeden z radnych potwierdził fakt zamalowywania napisów, dodając, że "zrobiono to jednak w tak ohydny sposób, że urąga to wszelkim wymogom estetyki" (Nie sprecyzowano, o który bielski cmentarz chodzi, jednak nekropolia przy Piłsudskiego nosi do dziś bardzo wyraźne ślady ówczesnego działania). Wówczas jednak tylko część nagrobków została zniszczona, o czym świadczy uchwała z sierpnia 1947 r. zalecająca "interwencję u odnośnych władz" w sprawie całkowitego usunięcia napisów niemieckich. Jednocześnie wielu krytycznie nastawionych do antyniemieckiej akcji mieszkańców celowo ozdabiało nagrobki kwiatami i zniczami, stwarzając wrażenie opieki nad nimi. Działo się tak, bowiem parafia miała "zezwolenie na usunięcie wszystkich tych pomników, które nie posiadają właścicieli, i nie chciano się spotkać w żadnym wypadku z tym zarzutem, że usunięcie zostało dokonane w radykalny sposób". Kolejnym posunięciem władz (maj 1948) podważającym argumenty parafii i gmin kościelnych o wysokich kosztach likwidacji/zamiany inskrypcji była propozycja sprzedaży pomników z opuszczonych grobów, by otrzymane tym sposobem pieniądze były przeznaczone na usunięcie napisów niemieckich na pozostałych nagrobkach. Po konsultacjach z firmami kamieniarskimi ustalono, że podejmą się one zamiany pomników ze szlachetnego kamienia na "piaskowy z napisem polskim". Ultimatum dostarczenia spisu nagrobków do tej przeróbki wyznaczono na tydzień, a ostateczny termin usunięcia napisów niemieckich na 15 lipca 1948 r. O opieszałości w wykonywaniu tej dyrektywy świadczy ponaglenie z dnia 29 lipca wystosowane do bielskich władz przez wydział społeczno-polityczny śląskiego Urzędu Wojewódzkiego. W odpowiedzi ówczesny prezydent miasta, Franciszek Niedziółka, poinformował o zakończeniu "akcji zacierania śladów niemczyzny", zapewniając, że "z napisów niemieckich pozostały tylko jeszcze nieliczne, które w najbliższym czasie zostaną usunięte".
Na cmentarzu ewangelickim przy dzisiejszej ul. Piłsudskiego zdewastowano aż 75% nagrobków (219 z 293) z inskrypcjami w języku niemieckim, przy czym do ilości tej nie wlicza się tych pomników, których ślady zniszczeń są dziś słabo widoczne lub zostały odczyszczone.

## Położenie i kształt przestrzenny

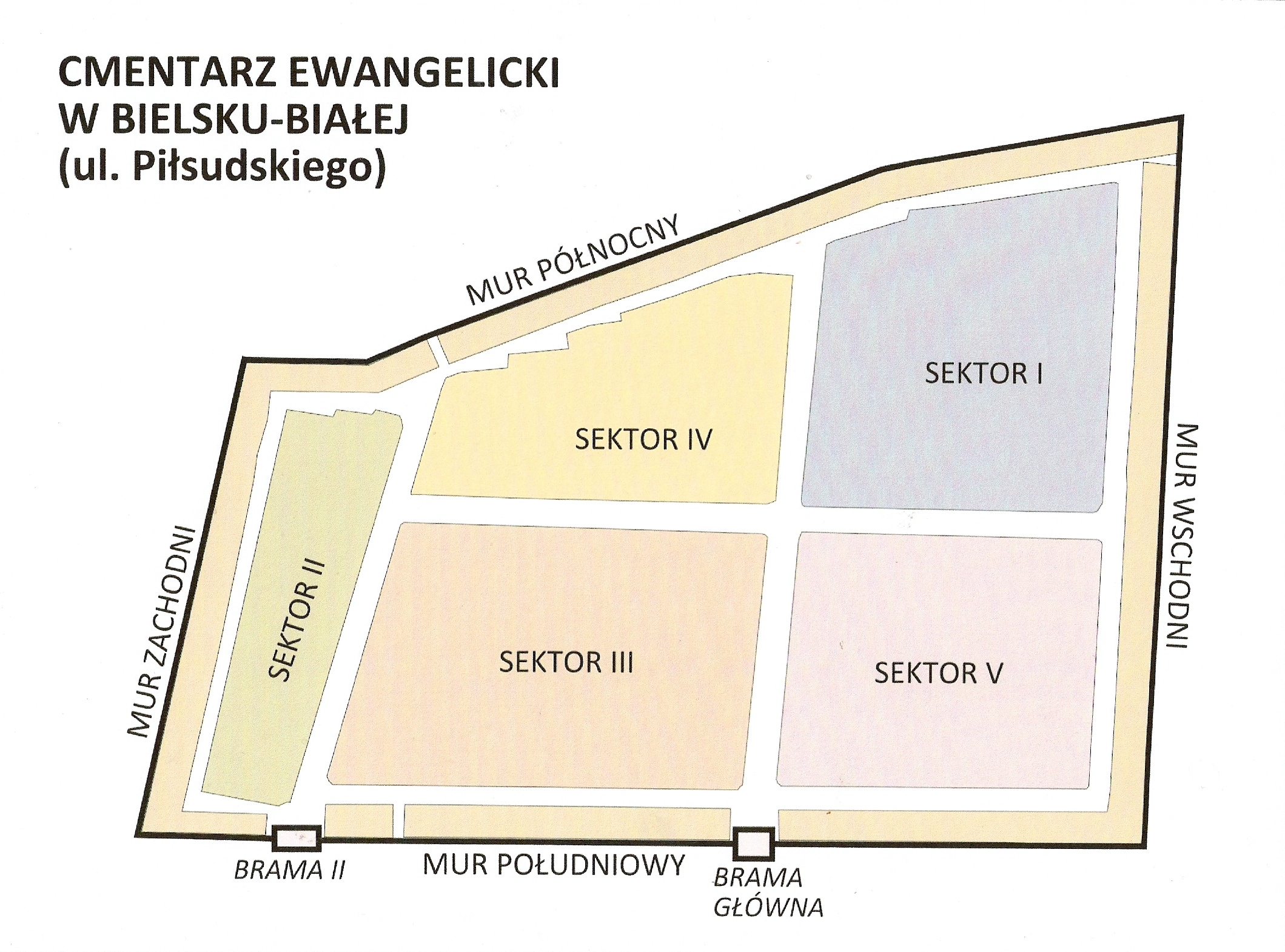
Mapa cmentarza z podziałem na sektory

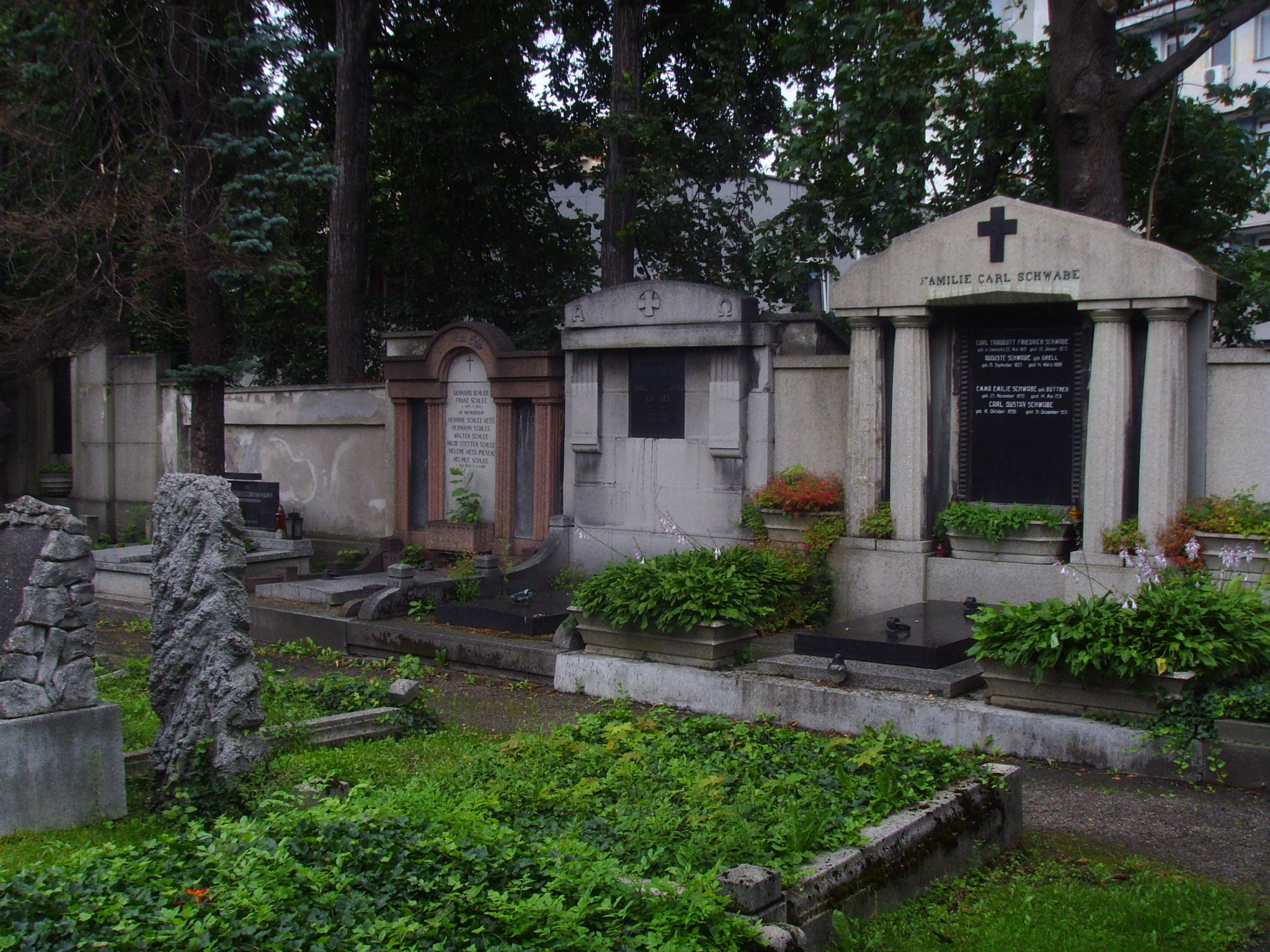
Mur wschodni z przylegającymi do niego grobowcami

Cmentarz znajduje się w północno-wschodniej części śródmieścia, w historycznej dzielnicy Biała Krakowska, w jednostce pomocniczej gminy Biała Wschód, przy ul. Józefa Piłsudskiego 15.
Cmentarz powstał na północnych obrzeżach miasta, wpisując się w tendencję usuwania miejsc pochówku "poza mury", jednak na skutek gwałtownej urbanizacji w II poł. wieku XIX i na początku XX stał się tzw. cmentarzem ukrytym, z czterech stron otoczonym przez zwartą miejską zabudowę. Mury są widoczne jedynie fragmentarycznie od strony ul. Piłsudskiego. Od strony południowej znajdują się dwie bramy – główna wschodnia istniejąca od 1867 r. i boczna zachodnia istniejąca od 1783 r. Pierwotnie do cmentarza prowadziła Droga Cmentarna (niem. Friedhof Weg), stanowiąca przedłużenie dzisiejszej ul. Staszica biegnącej od oddalonego o ponad 200 m kościoła Marcina Lutra, współcześnie natomiast alejki łączące obie bramy z ul. Piłsudskiego stanowią jednocześnie dojście do budynków znajdujących się pomiędzy cmentarnymi murami a tą ulicą.
Nekropolia ma powierzchnię 17 886 m² i ma kształt zbliżony do trapezu prostokątnego. Jest podzielony na pięć sektorów. Najstarszym z nich jest sektor II położony wzdłuż muru zachodniego, po 1838 r. powstały sektory III i IV w części centralnej, natomiast po 1867 r. sektory I i V w części wschodniej. Osobny "sektor" stanowią grobowce przylegające bezpośrednio do murów cmentarza ze wszystkich czterech stron. Obszar pokrywa skromna siatka alejek. Najstarsza biegnie od bramy zachodniej na północ rozdzielając sektor II od III i IV. Równoległa do niej, najszersza, wytyczona jest od bramy głównej i wyznacza wschodnią granicę cmentarza sprzed ostatniej rozbudowy. Na osi wschód–zachód znajduje się tylko jedna aleja, nieprzecinająca sektora II, co powoduje, iż sektor ten, choć najstarszy, sprawia wrażenie sztucznie dołączonego do symetrycznie podzielonej reszty cmentarza. Szerokie obejścia wzdłuż murów także pełnią funkcję reprezentacyjnych alei. Do dziś częściowo zachowana została oryginalna kompozycja zieleni – w głównej alei wysokie jesiony, a w alejach bocznych karłowate klony sadzone dokładnie naprzeciw siebie, odpowiadając układowi kwater.

## Najsłynniejsi pochowani

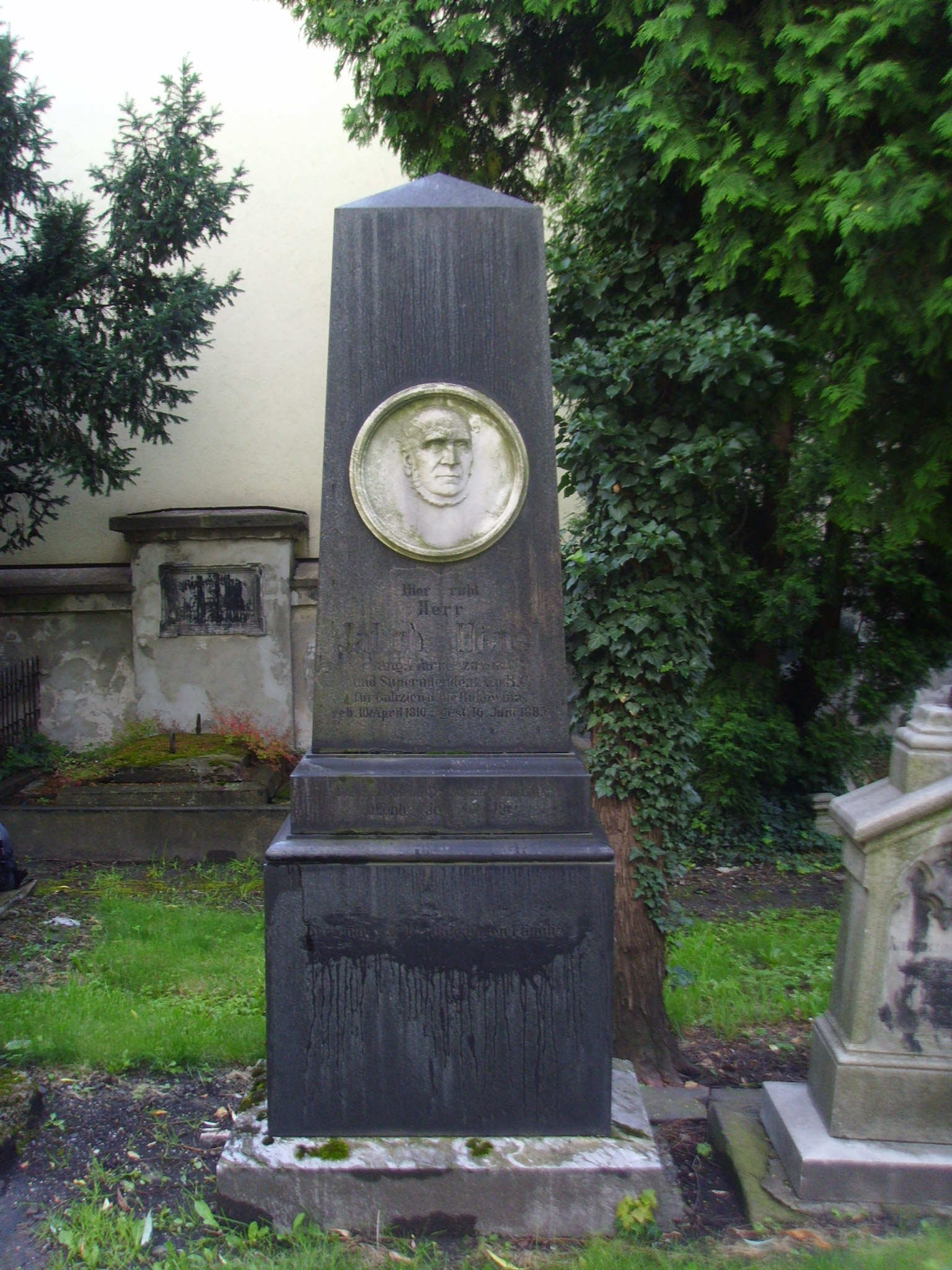
Grób Jakoba Hönela

- Adolf Bartling (1847–1920) – nauczyciel i samorządowiec.
- Adalbert Böhm (1857–1904) – nauczyciel, wykładowca i działacz społeczny.
- Peter Michal Bohúň (1822–1878) – malarz.
- Hermann Fritsche (1846–1924) – teolog, publicysta, działacz społeczny i religijny.
- Adolf Gasch (1840–1915) – ziemianin, hodowca ryb, twórca dwóch odmian karpi.
- Oskar Gülcher (1823–1891) – przemysłowiec i działacz społeczny.
- Adolf Gültler (1851–1911) – przemysłowiec.
- Carl Hentschel (1839–1894) – działacz społeczny.
- Carl Hess (1823–1891) – przemysłowiec.
- Jakob Hönel (1810–1885) – teolog i działacz religijny.
- Robert König (1834–1895) – działacz społeczny.
- Rudolf Lukas (1846–1923) – przemysłowiec, działacz społeczny, burmistrz Białej w latach 1898–1909.
- Johann Mizia (1754–1801) – działacz religijny, pierwszy pastor parafii Marcina Lutra.
- Friedrich Piesch (1837–1898) – kupiec, samorządowiec i działacz społeczny.
- Kuno von Pongratz (1883–1942) – działacz polityczny, burmistrz Bielska w latach 1922–1930.
- Eduard Pfister (1823–1906) – działacz społeczny i polityczny.
- Rudolf Seeliger (1810–1884) – polityk, publicysta, działacz religijny, burmistrz Białej w latach 1855–1867.
- Hugo Sennewaldt (1871–1940) – przemysłowiec i działacz społeczny.
- Robert Schirn (1842–1906) – przemysłowiec i działacz społeczny.
- Julius Schlesinger (1821–1901) – przemysłowiec.
- Carl Schwabe (1850–1931) – przemysłowiec, właściciel firmy, Odlewnia dzwonów Karol Schwabe
- Wilhelm Zipser (1856–1909) – samorządowiec i działacz społeczny.